# 公事方御定書
『公事方御定書』（くじかたおさだめがき、くじがたおさだめがき）は、江戸幕府の基本法典。享保の改革を推進した8代将軍・徳川吉宗の下で作成された。上巻・下巻の2巻からなる。上巻は警察や行刑に関する基本法令81通を、下巻は旧来の判例を抽象化・条文化した刑事法令などを収録した。特に下巻は『御定書百箇条』（おさだめがきひゃっかじょう）と呼ばれている。

## 編纂
編纂は老中の松平乗邑を主任に、勘定奉行、寺社奉行、江戸町奉行の石河政朝の三奉行が中心となる。年表などでは寛保2年（1742年）成立とされるが、改訂作業が続けられており最終的に確定したのは宝暦4年（1754年）である。

奥書には「奉行中之外不可有他見者也」と記され、本来は幕府の司法中枢にあった者のみが閲覧できる文書だった。それは「民は由らしむべし、知らしむべからず」という儒教的政治理念だけでなく、吉宗の政策が刑の軽減を図るものだったため公開しないほうが威嚇効果を維持できると考えられたためとされる。また、下巻は刑法典の体裁をとってはいるが、あくまでも裁判や科刑の標準を示す重要判例集のようなもので制定法というよりも法曹法的な性格が強く、罪刑法定主義の考え方もなかったため条文の類推解釈や拡張解釈も裁量で行われていた。

## 影響
公事方御定書は三奉行と京都所司代、大坂城代のみが閲覧を許される秘法（罰則あり）であったが、評定所では奉行の下で天保12年（1841年）に『棠蔭秘鑑』という写本が作られ、裁判審理の場で利用されていた。

また極秘裏に諸藩でも写本が流布し、その内容を把握して自藩の法令制定の参照とした。その為、本来幕府領内でのみ効力を有する法が、ある種、日本国内統一法のようなものでもあったが、次第に「祖法」化し、御定書制定の翌年1743年（寛保3年）には実質的に廃止されたはずの田畑永代売買禁止令が、御定書に載せられていたために有効な法律とされ、1871年（明治4年）まで存続するなどの弊害もあった。

これができる前は基本的に刑罰は死刑か、追放刑と乱暴なもので、この法典ははじめて明文化してかつ更生の概念を取り入れた。
なお、松平定信の寛政の改革で公事方御定書を修訂した「寛政刑典」が制定されたという説があったが、同書は公事方御定書の流布本であり写本の過程で「寛保」を「寛政」に変えて定信によるものと仮託されたものと考えられている。

## 主な規定
1. 目安裏書初判之事
目安（訴状）に裏書（裁判として取り上げる旨の裁可）し、被告に通達する権限を定める。
2. 裁許絵図裏書加印之事
境界争い裏書の権限者を定める。
3. 御料一地頭地頭違出入並びに跡式出入取捌之事
旗本・御家人らの領主が相続などで代わる時の取り扱い。
4. 無取上願再訴並びに筋違願之事
訴えを取り上げない場合の再訴や管轄違い時の取り扱い。
5. 評定所前箱へ度々訴状入候もの之事
出訴の濫用を戒める。
6. 諸役人非分私曲有之旨訴並びに裁許仕置等之事
7. 公事吟味銘々宅にて仕候事
8. 重御役人評定所
9. 重御役人之家来御仕置に成候節其主人差扣伺之事
10. 用水悪水並新田新堤川除等出入之事
11. 論所見分並地改遣候事
12. 論所見分伺書絵図等に書載候品之事
13. 裁許可取用証拠書物之事
14. 寺社方訴訟人取捌之事
15. 出入扱願取上ざる品並扱日限之事
16. 誤証文押て取間敷事
17. 盗賊火附致詮議方之事
18. 旧悪御仕置之事
19. 裁許並弁裏判不請もの御仕置之事
20. 関所を除山越いたし候もの並関所を忍通候者御仕置之事
関所を通らずに山を越えたものは、その場で磔に処する。案内人も同様。
21. 隠し鉄砲有之村方咎之事
22. 御留場にて鳥殺生いたし候もの御仕置之事
23. 村方戸締り無之事
24. 村方出入に付江戸宿雑用並村方割合之事
25. 人別帳に不加他之もの指置候御仕置之事
26. 賄賂指出候もの御仕置之事
27. 御仕置に成候もの欠所之事
28. 地頭へ対し強訴其上致徒党逃散之百姓御仕置之事
29. 身代限申付方之事
30. 田畑永代売買並隠地いたし候もの御仕置之事
田畑永代売買禁止令
31. 質地小作取捌之事
32. 質地滞米金日限定之事
33. 借金銀取捌之事
34. 同取捌定日之事
35. 同分散申付方之事
36. 家質並船床髪結床書人証文取捌之事
37. 二重質二重書人二重売御仕置之事
38. 廻船荷物出売出買並びに船荷物致押領候もの御仕置之事
39. 倍金並将白紙手形にて金銀致貸借侯も政御仕置之事
40. 偽の証文を以金銀貸借いたし候もの御仕置之事
41. 譲屋敷取捌之事
42. 奉公人請人御仕置之事
43. 欠落奉公人御仕置之事
44. 欠落いたし候者之儀に付御仕置之事
45. 捨子之儀に付御仕置之事
46. 養娘遊女奉公に出し候ものの事
47. 隠売女御仕置之事
48. 密通御仕置之事
不義密通を禁じるほか、離縁と離別状（離縁状）に関し定め、それによらず、再婚した場合、重婚とした。
49. 縁談極候娘と不義いたし候もの之事
50. 男女申合相果候もの之事
51. 女犯之僧御仕置之事
52. 三鳥派不受不施御仕置之事
53. 新規之神事仏事並奇怪異説御仕置之事
54. 変死之もの内証にて葬候寺院御仕置之事
55. 三笠附博奕打取退無尽御仕置之事
56. 盗人御仕置之事
現在で言うところの、「強盗罪」「窃盗罪」「遺失物等横領罪」「盗品等関与罪」等に相当するもの。
  - 家宅侵入又は土蔵の鍵を破って盗みを犯したのは死罪。但し、戸締りが緩かったり留守宅で、軽い窃盗であれば減刑するもの。
  - 「十両盗めば死罪」の条項。
57. 盗物質に取又は買取候もの御仕置之事
58. 悪党もの訴人之事
59. 倒死並捨物手負病人等有之を不訴出もの御仕置之事
60. 拾もの取計之事
61. 人勾引御仕置之事
誘拐罪
62. 謀書謀判いたし候もの御仕置之事
63. 火札張札捨文いたし候もの御仕置之事
64. 巧事かたり事重きねだり事いたし候もの御仕置之事
65. 申掛いたし候もの御仕置の事
66. 毒薬並びに似せ薬種売御仕置之事
67. 似金銀拵候もの御仕置之事
68. 似秤似桝似朱墨拵候もの御仕置之事
69. 火事に付て之咎之事
失火罪
70. 火付御仕置之事
放火罪
71. 人殺並疵付候もの御仕置之事
殺人罪、傷害罪の他、過失による致死傷について定める。それまでは車や牛車で人を誤って死傷させても罪に問われなかったが公事方御定書では流罪にするようになった[2][3]。
72. 相手理不尽之仕方にて下手人に不成御仕置之事
73. 疵彼附候もの外之病にて相果疵付候者之事
74. 怪我にて相果候もの相手御仕置之事
75. 婚礼之節石を打候もの御仕置之事
76. あばれもの御仕置之事
77. 酒狂入御仕置之事
78. 乱気にて人殺之事
79. 拾五歳以下之もの御仕置の事
80. 科人為立退並住所を隠候もの之事
罪人（被疑者）を隠匿する罪。
81. 人相書を以って御尋可成もの之事
82. 科人欠落尋之事
83. 拷問可申付者之事
84. 遠島之者再犯御仕置之事
85. 牢抜手鎖外御構之地に立帰候もの御仕置之事
86. 辻番人御仕置之事
87. 重科人死骸塩誥之事
88. 溜預け之事
89. 無宿片付之事
90. 不縁之妻を理不尽に奪取候もの御仕置事
91. 書状切解金子遣捨候飛脚御仕置之事
92. 質物出入取捌之事
93. 煩之旅人を宿送りいたし候咎之事
94. 帯刀いたし候百姓町入御仕置之事
武士以外の階級の者の帯刀を禁ずる。
95. 新田地に無断家作いたし候もの咎之事
96. 御仕置に成候もの欠所田畑押隠候もの咎之事
97. 御仕置に成候もの之悴親類に預置候内出家願いたし候もの之事
98. 年貢諸役村入用帳面印形不取置村役人咎之事
99. 軽き悪事有之もの出牢之上不及咎之事
100. 名目重相聞候共事実にゐては強て人之害にならざるは罪科軽重格別之事
101. 吟味事之内外之悪事相聞候共旧悪御定之外は不及相糺事
102. 詮議事有之時同類又は加判人之内早速及白状候ものの事
103. 御仕置仕形之事